# Burg Bourscheid
Die Burg Bourscheid ist die Ruine einer mittelalterlichen Burganlage etwa zwei Kilometer unterhalb des gleichnamigen Ortes Burscheid im Norden von Luxemburg.

## Lage
Die Höhenburg steht auf einem von der Sauer umschlossenen Felsvorsprung. Ihr höchster Punkt liegt 379,8 Meter über dem Meeresspiegel. Ursprünglich als Fliehburg für die Einwohner des gleichnamigen Dorfes vorgesehen, entwickelte sich die Burg aufgrund ihrer Lage zu einem strategischen Militärstandpunkt des Grafen von Luxemburg.

## Geschichte
Zum ersten Mal wird die Burg Bourscheid im Jahre 1095 als Eigentum von Bertram von Bourscheid erwähnt. Bertram war Vogt der Abtei Echternach und verwaltete die Burg in deren Auftrag. Das erste Dokument beschreibt die Absetzung von Bertram, da er „seine Schwingen zu sehr ausgebreitet hat“. Einige schriftliche Quellen sowie die archäologischen Ausgrabungen der Jahre 1986 bis 1992 deuten darauf hin, dass die steinerne Burg um das Jahr 1000 anstelle einer älteren Holzbefestigung entstand. Bis in das Jahr 1512 waren die Herren von Bourscheid Besitzer der Burg. Man fand sie an ranghöchsten Stellen in der Gefolgschaft des Grafen von Luxemburg.
Bernhard IV. von Bourscheid vererbte die Herrschaft Bourscheid seinen beiden Schwestern Maria von dem Weiher zu Nickenich und Wilhelma von der Neuerburg. Damit besaßen zahlreiche Mitherren der Familien Metternich-Zievel, Zant von Merl, Ahr und Schwartzenburg die Herrschaft. 1626 vereinigte Hans Gerhard von Metternich sämtliche Anteile in seiner Hand und vererbt sie drei weiteren Generationen seiner Familie, bis sein Urenkel Hugo Franz Wolf von Metternich 1753 die Herrschaft aus finanziellen Gründen an Demoiselle Constance de Mathelin de Rolley verkauft. Metternichs Nichte Maria Theresia von Eltz-Rodendorf klagte gegen diesen Kaufakt, worauf ihr 1762 insgesamt 4/5 zugesprochen wurden. 1795 konnte Maria Theresia das verbleibende Fünftel erwerben. Nach der Versteigerung im Jahre 1812 verfiel die Anlage, bis der Luxemburger Staat die Ruinen 1972 aufkaufte.

## Anlage

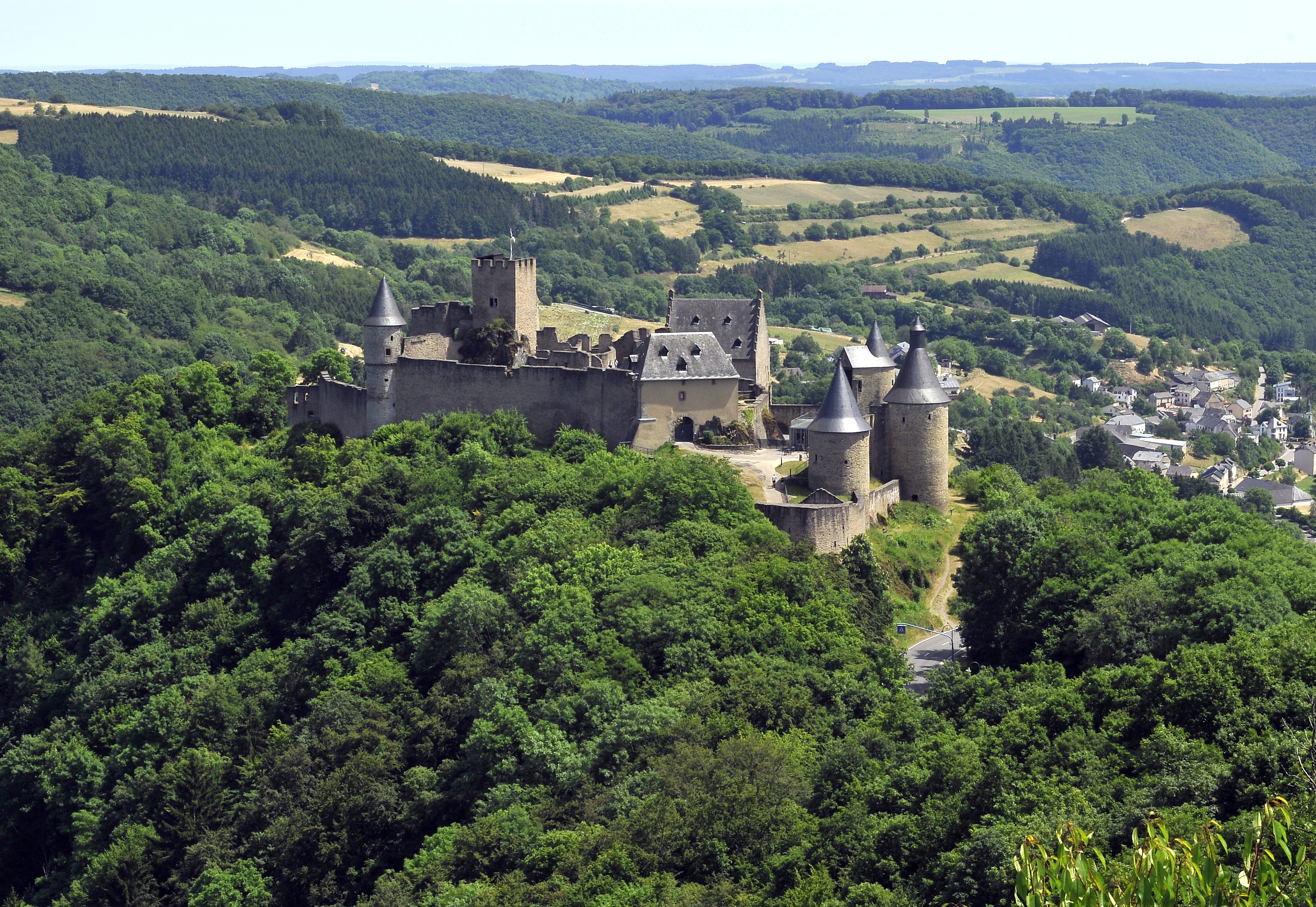
Burg Bourscheid

Die Burgmauern umfrieden eine Fläche von 12.000 Quadratmetern. Die Burganlage ist damit flächenmäßig die größte in Luxemburg.
Die Burg ist in eine Oberburg, Unterburg und Vorburg aufgeteilt. Die Oberburg wurde zwischen 1000 und 1300 errichtet. Sie enthält den imposanten Bergfried, das Palasgebäude mit dem Rittersaal und den Gemächern des Herren von Bourscheid, die Küche sowie die Kapelle, die im 17. Jahrhundert letztmals ausgebaut wurde. Heute sind, außer dem Bergfried und dem Keller unter dem Palas, nur noch Ruinen erhalten.
Im 14. Jahrhundert wurde die Unterburg ausgebaut und erhielt eine doppelte Ringmauer mit Zwinger und sechs Türmen. Im Jahre 1384, nach Fertigstellung der neuen Ringmauer, wurde auch das so genannte Stolzemburger Haus erbaut. Der gotische Keller dieses Hauses konnte in seinem ursprünglichen Zustand erhalten bleiben und kann heute noch besichtigt werden. Zwei weitere Burgmannen Häuser bestehen nur noch als Ruinen.
Seit 1972 gehört die Burg dem Staat Luxemburg und wird von den Amis du Château de Bourscheid (deutsch: Freunde der Burg Bourscheid) verwaltet.